# دیوید لیونز (شناگر)
دیوید لیونز (به انگلیسی: David Lyons) (زادهٔ ۲۳ ژانویهٔ ۱۹۴۳) شناگر اهل ایالات متحده آمریکا است.